# Salud Deudero Company
Salud Deudero Company (Palma, 4 de juny de 1968) és una biòloga marina mallorquina que fou la primera directora de l'Institut Oceanogràfic de les Illes Balears. Exercí aquest càrrec entre el gener de 2017 i l'agost de 2018, quan dimití a causa del col·lapse burocràtic de la instiució.
Es llicencià en biologia el 1991 a la Universitat de Barcelona i es doctorà el 1999 a la Universitat de les Illes Balears amb la tesi Relaciones tróficas en las comunidades ícticas asociadas a dispositivos agregadores de peces. La seva recerca se centra en la contaminació del mar: estudia l'impacte dels plàstics sobre el medi marí, i més concretament de les conseqüències de la seva disgregació en microplàtics. També participa en estudis de monitorització de la brossa marina mitjançant imatges de satèl·lit com el projecte MIREIA (Marine litter signatures in synthetic aperture radar images).